# The Christmas Song (Ding Dong)
Pour les articles homonymes, voir Christmas Song (homonymie).
Singles de Günther
Tutti Frutti Summerlove Like Fire Tonight
The Christmas Song (Ding Dong) est le cinquième single de Mats Söderlund, sous son pseudonyme de Günther, sorti en décembre 2005 à l'occasion de Noël.